# Середній скотс
Середній скотс або середньошотландська рівнинна мова — одна з англійських мов, якою розмовляли у період з приблизно з середини 15 до середини 18 століття у Рівнинній Шотландії. Остаточно розвинулась до кінця 15 століття. Орфографія середнього скотсу відрізнялася від тієї, що виникла в ранньому стандарті сучасної англійської. Мова була досить одноманітною та уніфікованою у багатьох своїх текстах, хоча і з деякою різницею завдяки використанню романських форм у перекладах з латинської чи французької мов, зворотів, фраз та граматики у   південних текстах, на які впливала власне англійська мова, а також помилки, допущені іноземними друкарями.

## Історія
Прихід до влади англомовної династії Стюартів остаточно забезпечив поділ Шотландії на дві частини - гельськомовну гірську частину та англомовну низовину. Незважаючи на прихильність багатьох горців до католицької віри під час Реформації Статут Йони 1609 року змушував вождів кланів створювати протестантські церкви, відправляти своїх синів у школи в рівнинну частину Шотландії та відвернув їх від споконвічних охоронців гельської культури - бардів. Після цього в 1616 року діяв акт про заснування парафіяльних шкіл у високогір'ї з метою зменшення впливу гельської мови.
Залежні від Данії Оркнейські та Шетландські острови з кінця 14 століття перебували під впливом шотландських землевласників, які приносили з собою рівнинну мову, що поступово замінювала тут норн. У 1467 році острови стали частиною Шотландії.
На початку 16 століття для мови утверджується назва Scottis, яка раніше вживалася для позначення гельських мов Ірландії та Шотландії,  які, в свою чергу, стали називати Erse (ірландська). Тоді, як колишня назва рівнинної мови Шотландії  Inglis все більше починає вживатись для позначення власне англійської мови Англії.
Вперше термін Scottis вживається у письмових джерелах у 1494 році. У 1559 році Вільяму Нудріє судом було надано монополію на підготовку шкільних підручників, два з яких: Ane Schort Introduction: Elementary Digestit into Sevin Breve Tables for the Commodius Expeditioun of Thame That are Desirous to Read and Write the Scottis Toung та Ane Intructioun for Bairnis to be Learnit in Scottis and Latin  шотландською рівнинною та латинською мовами, але немає жодних доказів того, що ці книги були надруковані.
З 1610 до 1690 року протягом так званого Plantin o Ulstèr (Заселення Ольстеру) до Північної Ірландії переселилось близько 200 тисяч шотландців, таким чином утворивши там ольстерсько-шотландський діалект скотсу.
Пізніше впливу англійської на скотс посилився завдяки новим політичним і соціальним відносинам з Англією, внаслідок вступу Якова VI на англійський престол, а також союзом парламентів у 1707 році. Сучасна англійська була прийнята як літературна мова, хоча шотландці продовжували розмовляти скотсом.

## Орфографія
У середньошотландській рівнинній мові не існувало єдиного стандарту, як прочитання слів, але існувала певна кількість допустимих варіантів. Деякі автори використовували свій власний варіант, але це було рідкістю. Стандартизація письма починається з початком книгодрукування у 16 столітті, і продовжується аж до кінця 17 століття, коли посилюється вплив англійської норми.
У середньому скотсі використовувалась значна кількість нині застарілих літер та їх комбінацій. Наприклад: þ (торн) використовувалась на місці сучасного th; ȝ - /j/ ȝear 'рік', у сполученні з n (nȝ) читалося, як /ɲ/ тощо.

## Приклад тексту
Ніколь Берн «На молитву латиною» (1581)
Антиреформаційний памфлет, надрукований закордоном, але набув значного поширення в Шотландії.
B. Thair be tua kynd of prayeris in the kirk, the

ane is priuat, quhilk euerie man sayis be him self, the

vthir is publik, quhilk the preistis sayis in the name of

the hail kirk. As to the priuate prayeris, na Catholik

denyis bot it is verie expedient that euerie man

pray in his auin toung, to the end he vndirstand that

quhilk he sayis, and that thairbie the interior prayer

of the hairt may be the mair valkinnit, and conseruit

the bettir; and gif, onie man pray in ane vther toung,

it is also expedient that he vnderstand the mening of

the vordis at the lest. For the quhilk caus in the

catholik kirk the parentis or godfatheris ar obleist

to learne thame quhom thay hald in baptisme the

formes of prayeris and beleif, and instruct thame

sufficiently thairin, sua that thay vndirstand the

same: Albeit the principal thing quhilk God requiris

is the hairt, that suppois he quha prayis vndirstand

nocht perfytlie the vordis quhilk he spekis, yit God

quha lukis in the hairt, vill nocht lat his prayer be in

vane. As to the publik prayeris of the kirk, it is not

necessar that the pepill vndirstand thame, becaus it

is nocht the pepill quha prayis, bot the preistis in the

name of the hail kirk, and it is aneuche that thay

assist be deuotione liftand vp thair myndis to God or

saying thair auin priuate oraisonis, and that be thair

deuotione thay may be maid participant of the kirk.

As in the synagogue of the Ieuis, the peopill kneu not

quhat all thay cerimonies signifeit, quhilk vas keipit

be the preistis and vtheris in offering of thair sacri-

fices and vther vorshipping of god, and yit thay

did assist vnto thame; ye, sum of the preistis thame

selfis miskneu the significatione of thir cerimoneis

Than gif it vas aneuche to the pepill to vndirstand

that in sik ane sacrifice consisted the vorshipping of

God, suppois thay had not sua cleir ane vndirstand-

ing of euerie thing that vas done thairin, sua in the

catholik kirk, quhen the people assistis to the sacrifice

of the Mess, thay acknaulege that thairbie God is

vorshippit, and that it is institute for the remembrance

of Christis death and passione. Albeit thay

vndirstand nocht the Latine toung, yit thay ar not

destitut of the vtilitie and fruit thairof. And it is

nocht vithout greit caus that as in the inscrptione

and titil quhilk pilat fixed vpone the croce of Christ

Iesus thir thre toungis var vritt in, Latine, Greik,

and Hebreu, sua in the sacrifice and the publik prayeris

of the kirk thay ar cheiflie retenit for the con-

seruatione of vnitie in the kirk and nationis amang

thame selfis; for, gif al thingis var turnit in the

propir langage of euerie cuntrey, na man vald studie

to the Latine toung, and thairbie al communicatione

amangis Christiane pepil vald schortlie be tane auay,

and thairbie eftir greit barbaritie inseu. Mairatour

sik publique prayeris and seruice ar keipit mair

perfytlie in thair auin integritie vithout al corrup-

tione; for gif ane natione vald eik or pair onie

thing, that vald be incontinent remarkt and reprouit

be vther nationis, quhilk culd not be, gif euerie

natione had al thai thingis turnit in the auin propir

langage; as ye may se be experience, gif ye vald

confer the prayeris of your deformit kirkis, togidder

vith the innumerabil translationis of the psalmes,

quihlk ar chaingit according to euerie langage in

the quhilk thay ar turnit. It is not than vithout

greit caus, and ane special instinctione of the halie 

Ghaist, that thir toungis foirspokin hes bene,

as thay vil be retenit to the end of the varld. And

quhen the Ieuis sall imbrace the Euangel than sall

the sacrifice and other publik prayeris be in the

Hebreu toung, according to that quhilk I said befoir,

that on the Croce of Christ thai thrie toungis onlie

var vrittin, to signifie that the kirk of Christ suld

vse thay thre toungis cheiflie in his vorshipping, as

the neu and auld testament ar in thir thre toungis

in greitast authoritie amangis al pepill.